# Granåstjärnen, Hälsingland
Granåstjärnen är en sjö i Ljusdals kommun i Hälsingland och ingår i Ljusnans huvudavrinningsområde.